# Hans Hartig

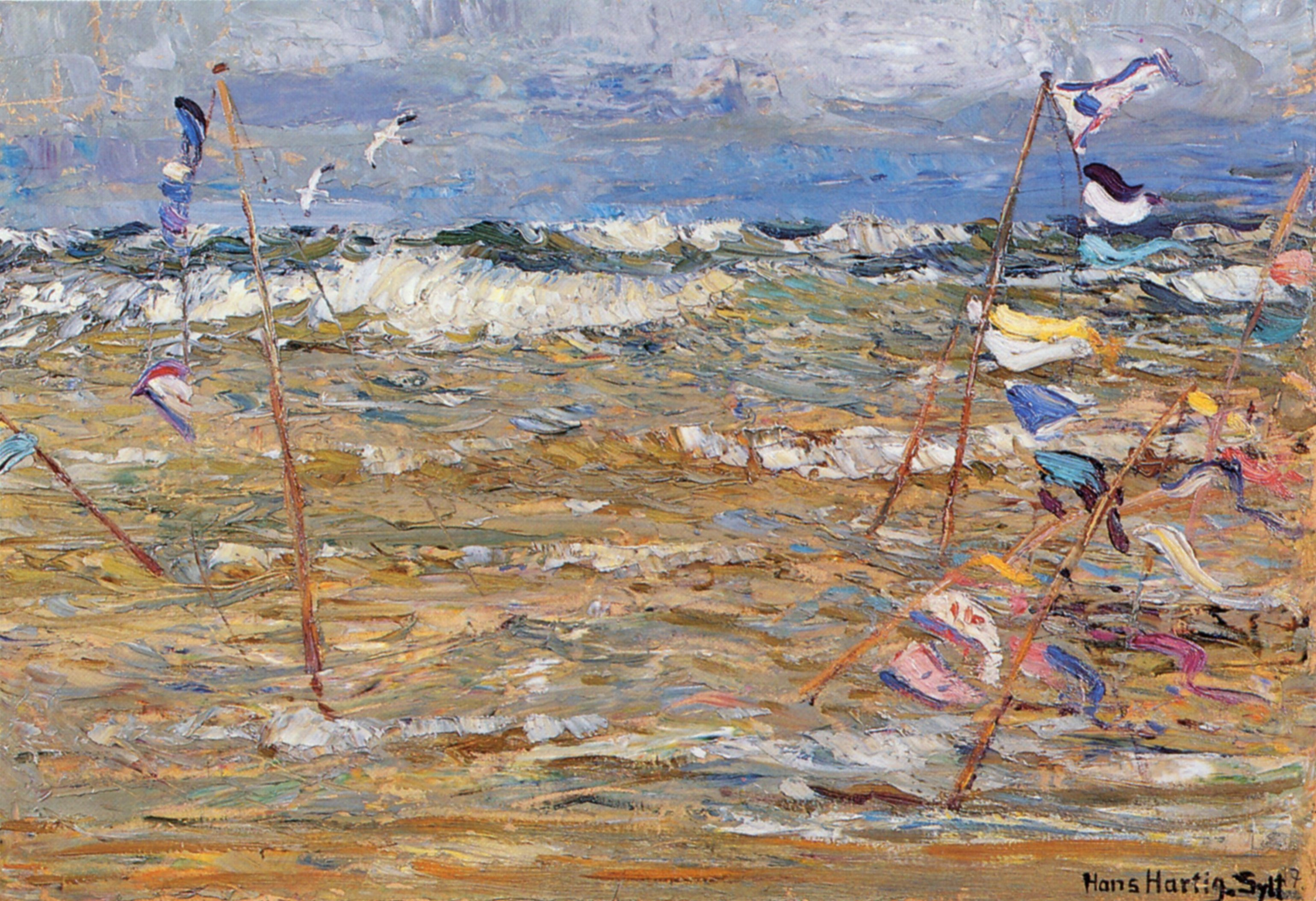
Gemälde aus dem Sylter Sturmflutzyklus, 1911

Hans Hartig (* 6. Oktober 1873 in Karvin, Kreis Kolberg-Körlin; † 14. Februar 1936 in Berlin) war ein deutscher Maler und Graphiker.

## Leben
Er wurde als jüngstes von 5 Kindern eines protestantischen Pastors im pommerschen Karvin geboren. 1879 zog die Familie nach Stolzenhagen bei Stettin um. Nach dem Abitur in Gartz a./Oder ging Hartig nach Berlin, um dort dem Willen des Vaters entsprechend Chemie zu studieren. 1895 schrieb sich Hartig an der Berliner Akademie der Künste ein und wurde Schüler im Malkurs von Paul Vorgang. Der Einberufung zum Militär (1897) folgte im Jahr 1898 der Umzug der Familie nach Berlin und eine erneute Einschreibung an der Berliner Akademie. 1900 wurde Hartig in die „Landschafterklasse“ von Eugen Bracht (1842–1921) aufgenommen, dessen Meisterschüler er wurde. 1913 verbrachte der Künstler einige Monate in Neuwarp am Stettiner Haff, wo er Ehrenbürger wurde.

## Künstlerisches Schaffen

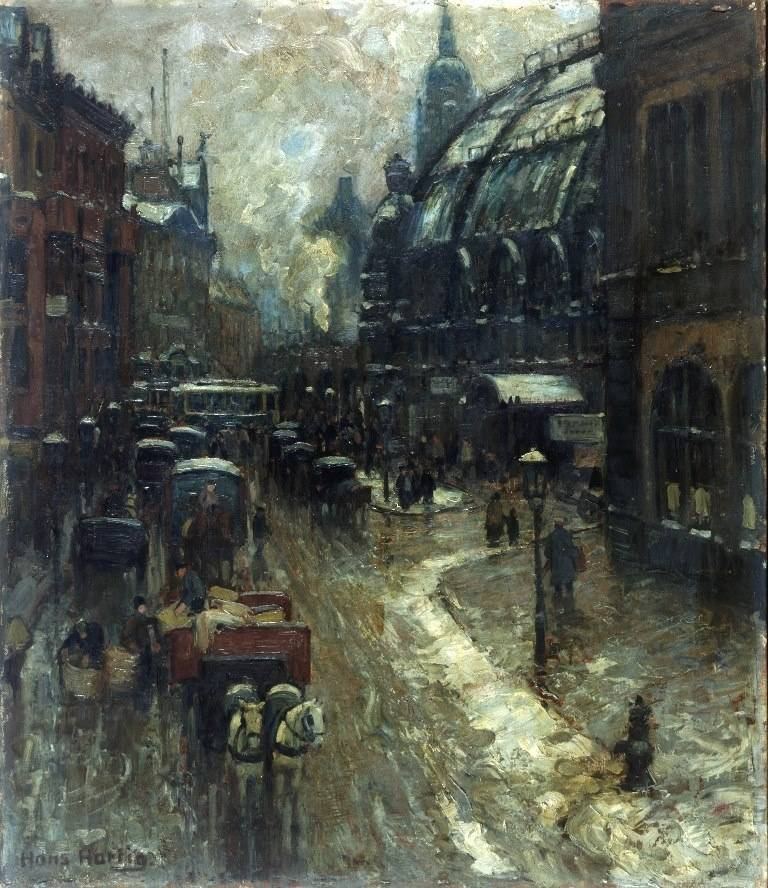
Tauwetter am Bahnhof Alexanderplatz, um 1919

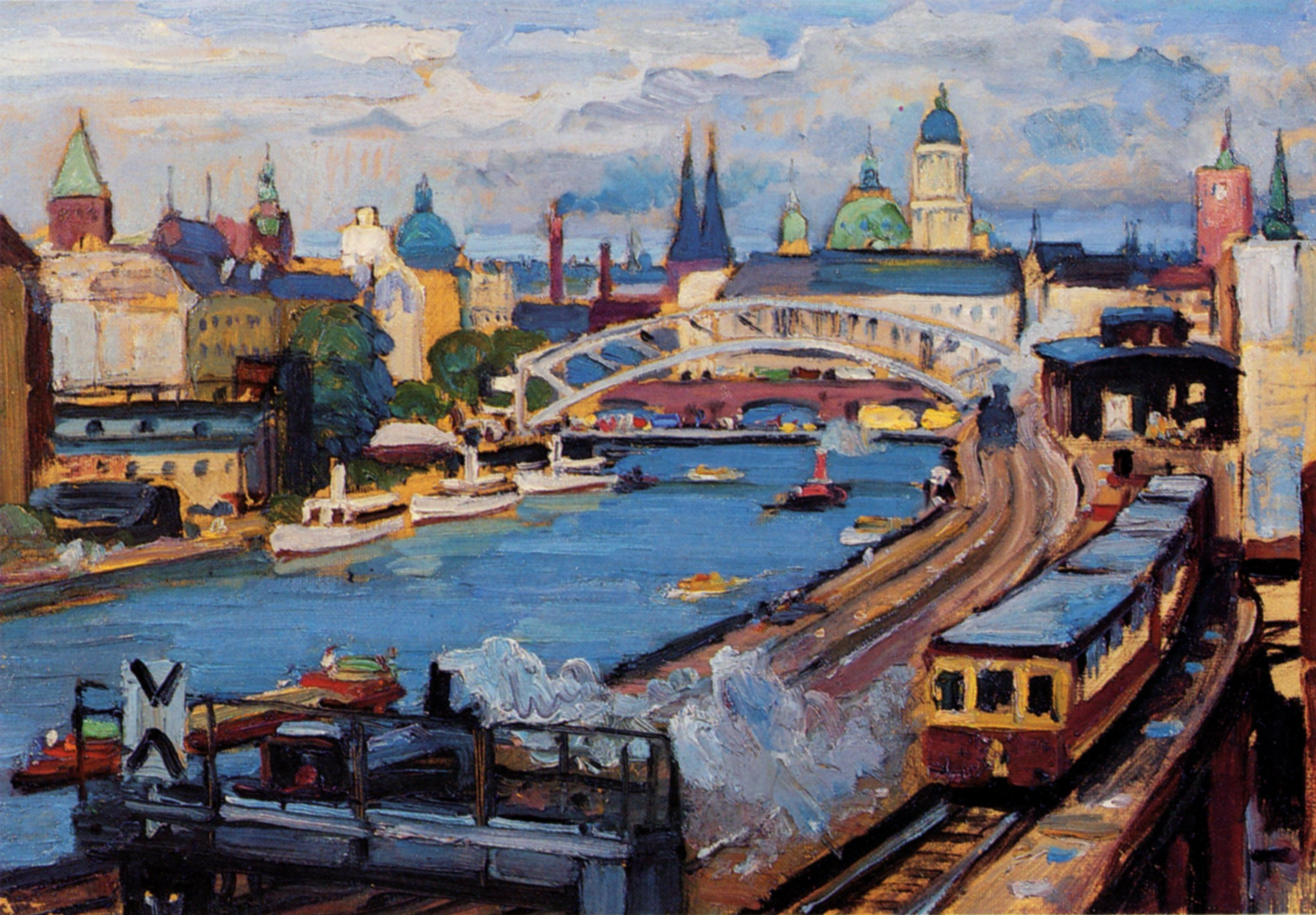
Spree mit Jannowitzbrücke, 1934

1901 wurde Hartigs erste Beteiligung an der Großen Berliner Kunstausstellung zu einem sensationellen Erfolg: Gleich am ersten Tag erwarb der Preußische Staat für die Nationalgalerie sein Gemälde Odertal (im Krieg verloren gegangen). 1902 folgte er mit sechs weiteren Studenten seinem Lehrer Bracht nach Dresden, wo er 1906 sein Studium beendete, um im Anschluss nach Berlin zurückzukehren.
Hartig beteiligte sich 1906 an den Ausstellungen der Berliner Secession. 1907 folgte eine Studienreise nach Masuren („um Schnee zu malen“) mit Hinwendung zu einer starkfarbigen Malerei. Er gründete mit Hans Klohss (1879–1954), Ernst Kolbe, Alfred Liedtke, Leonhard Sandrock und Karl Wendel den Club Berliner Landschafter. 1909 stellte Hartig auf der Deutschen Kunstausstellung in New York sein Gemälde Im Winterhafen aus. 1910 erhielt er auf der Großen Berliner Kunstausstellung einstimmig den Helfft-Preis für sein Gemälde Garten am Meer. Zudem wurde ihm im Lithographenwettbewerb der Erste Preis zuerkannt.
1911 entstand auf Sylt Hartigs Sturmflutzyklus (ein Gemälde des Zyklus befindet sich in der Nationalgalerie Berlin). Der Beteiligung an der Ausmalung des Schöneberger Rathauses (1913) folgte 1914 die Mitgliedschaft in der Jury der Großen Berliner Kunstausstellung.
Ein weiterer Erfolg war seine Einladung als Vertreter Deutschlands auf die 11. Biennale von Venedig und der Erwerb des Gemäldes Tauwetter durch das dortige Museum.

## Weiteres Wirken
Hartig war 1916 Mitbegründer des Pommerschen Künstlerbundes und seit dieser Zeit regelmäßig in Neuwarp tätig. 1927 folgte die Ernennung zum Ehrenbürger der Stadt Neuwarp, 1929 dann die Beteiligung an der Ausstellung Hundert Jahre Berliner Kunst. In den Jahren 1932/33 erhielt Hartig jeweils den Ehrenpreis des Vereins Berliner Künstler. 

## Ausstellungen
- Hans Hartig, Stiftung Pommern, Kiel, 1998.
- Hans Hartig: Malarstwo i Grafika, Zamek Ksiazat Pomorskich, Stettin, 2005/06.

Hartigs Werke sind in folgenden Museen zu finden:
- Nationalgalerie, Berlin
- Stadtmuseum Berlin
- Pommersches Landesmuseum, Greifswald
- Kunstforum Ostdeutsche Galerie, Regensburg
- Nationalmuseum Stettin (Muzeum Narodowe)